# SpaceX第五次星艦軌道試飛任務
第五次星艦軌道試飛任務（IFT-5）是由SpaceX於2024年10月13日进行的第五次星艦全系統聯合發射測試飛行，根據SpaceX聲明，發射日期原先預計為9月中旬，但因美国联邦航空管理局（FAA）要求多餘的環境分析問題可能延至11月下旬。SpaceX表示，自8月初以來，星艦已經準備好飛行，但由於環保投訴和冗長的許可過程，FAA將發射許可從9月推遲到11月。最終FAA於10月12日頒布此次飛行許可證。
此次更換了星舰S30的全部隔熱瓦，強度是原來的兩倍，且底下有燒蝕材料作為輔助隔熱層。SpaceX認為在IFT-4時B11的表現足以證明現在助推器能夠安全返回發射塔，將會在此次進行機械臂回收測試，並使用B14.1進行了發射塔機械臂的測試。而向联邦通信委员会（FCC）申請的通訊許可證最新日期為8月30日開始。
此次飛行成功達到了預期目標，超重型助推器B12返回發射場並由機械臂於空中夾住；星艦S30於印度洋完成水上软着陆后按计划自沉。

## 發射載具BS1230

##### B12
超重型助推器B12於2023年6月開始組裝。12月28日被移至模擬推力台上，並被移至梅西（Masseys）測試場。2024年1月10日進行首次低溫測試，並於1月12日進行第二次低溫測試。1月中被移至火箭花園（Rocket Garden），於1月24日被移至Mega Bay 1安裝發動機及熱分離。2月2日，由SpaceX發出的圖片可看出已開始安裝發動機。7月15日，完成首次的靜態點火。16日，B12被運回Mega Bay 1安裝熱分級環以及進行發射前檢修。29日，B12的熱分級環被運入Mega Bay 1。9月20日，B12被移至發射場，並被升至發射台上空模擬回收動作，隨後被放置於發射台上組裝熱分級環。21日，B12和S30完成首次堆疊。9日，S30和B12的FTS（Flight Termination System）安裝完成。

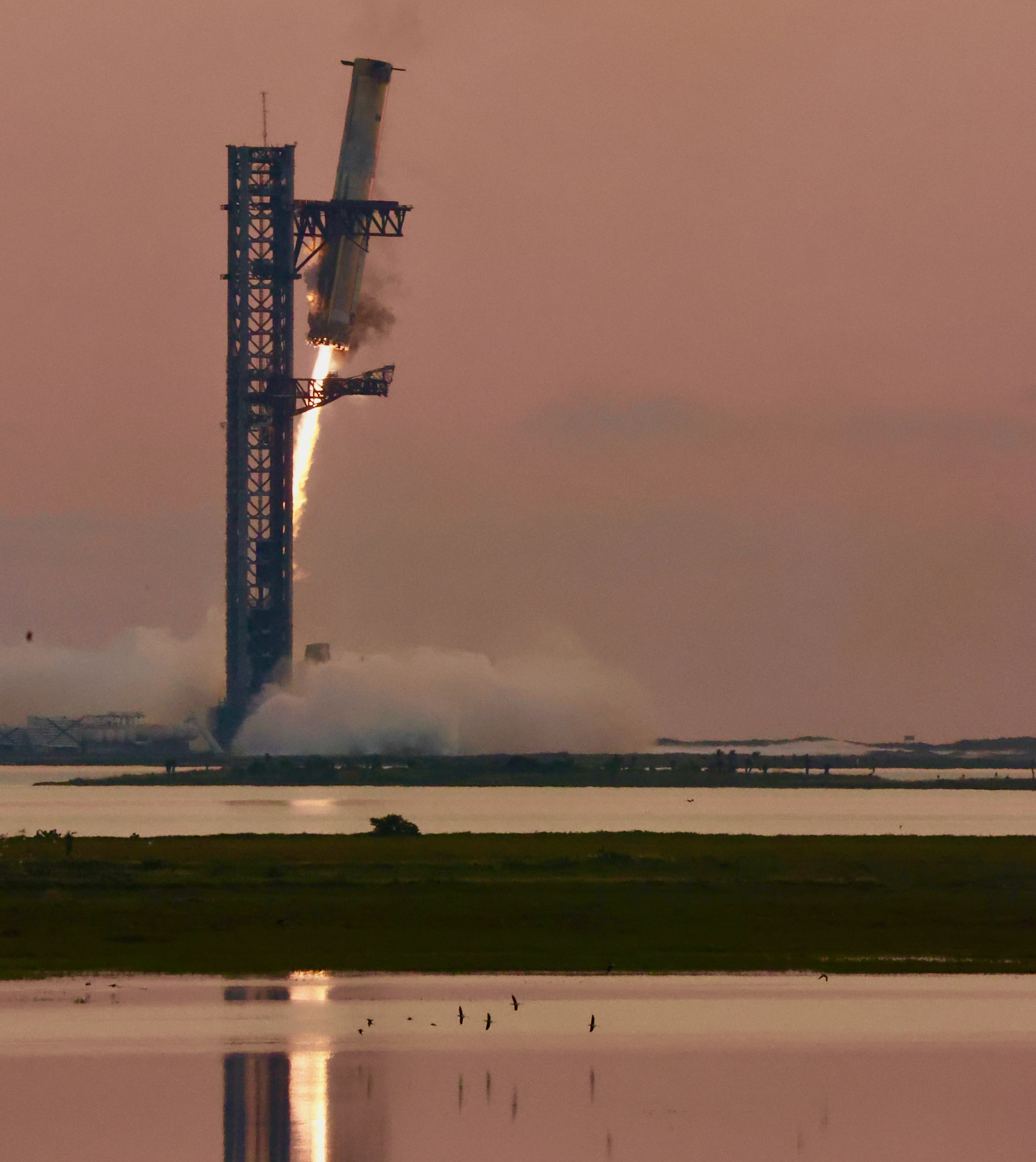
助推器B12返回發射塔並被機械臂捕獲

此次目標是讓助推器回到發射場並被機械臂捕獲。此次助推器B12總計飛行約414秒，在發射後59秒通過了Max-Q，在發射後159秒與S30分離，6秒後開始56秒的返程點火，發射後390秒開始著陸點火，並於24秒後被機械臂成功捕獲，成為首個成功完整回收的助推器。

##### S30
星艦S30於2023年12月30日被移至梅西測試場，2024年1月3日進行首次低溫測試。1月10日S30被運回High Bay，而在4月4日被運至Mega Bay 2中的引擎安裝台2上，並於4月8日至9日間安裝了發動機。5月1日被移至亞軌道發射台。5月7日進行低溫測試，而原定靜態點火因不明原因取消。5月8日成功進行6發動機靜態點火測試。6月5日，至少一具真空猛禽發動機被更換。6月9日，馬斯克表示根據IFT-4的數據，S30將全部更換為新型隔熱瓦，並於底下使用燒蝕材料作為輔助隔熱層。6月11日，S30開始移除原先的隔熱瓦。因更換了發動機，S30更換完TPS後被移至Mega Bay 2並放至新的靜態點火台上，準備運至梅西測試場進行靜態點火。26日，S30完成了全發動機靜態點火測試。27日，S30被移運回生產線進行飛行前檢修。8月3日，S30更換了其中一具真空發動機。6日，S30被移至梅西測試場。7日，完成了旋轉啟動測試。8日，S30被移運回生產線進行飛行前檢修。9月20，S30被移至發射場。21日，B12和S30完成首次堆疊。10月8日，S30被再次移下發射台。9日，S30和B12的FTS安裝完成。11日，S30被重新堆疊於B12上。

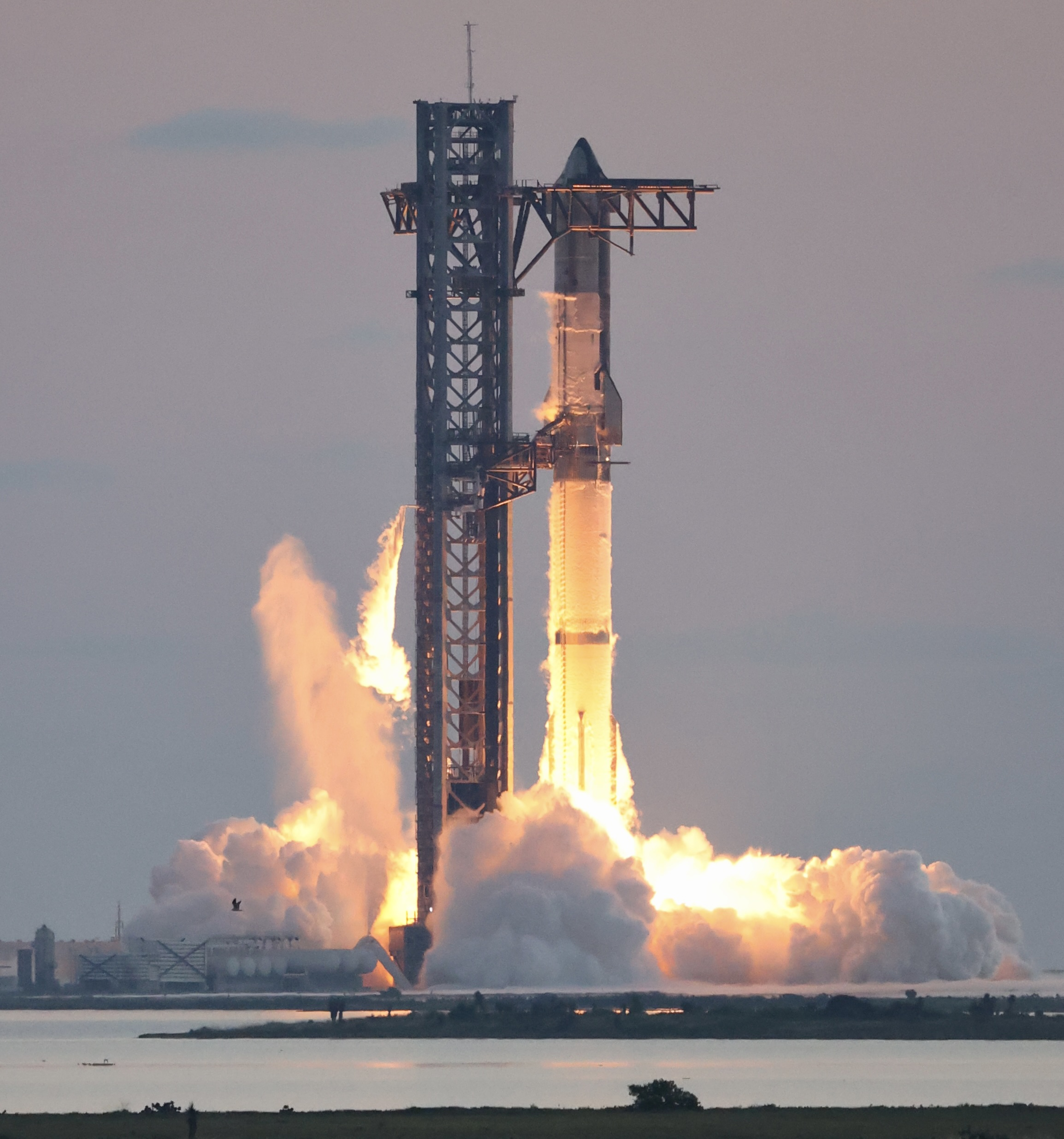
星艦B1230點火升空

此次目標是讓星艦再入大氣層並在印度洋上的目標區域軟濺落。此次星艦S30總計飛行1小時5分42秒，在發射後159秒與B12分離，在349秒的加速燃燒後發動機關機開始沿跨地球軌道（LEO）飛行。發射後約45分25秒開始再入大氣層，發射後1小時5分23秒開始著陸點火，並於發射後1小時5分42秒於印度洋目標區域濺落。

## 發射延遲
2024年6月12日，美国联邦航空管理局（FAA）表示在第五次飛行測試前不需要進行IFT-4的事故調查。FCC通訊許可證開始於8月30日。
8月初，星艦已準備好進行第五次飛行測試。9月10日，SpaceX宣布FAA已將發射日期從9月推遲至11月。SpaceX在官方聲明中提到FAA的許可程序問題，並重申他們將公共安全置於飛行成功之上，承認由於超重型助推器的回收測試，FAA需要額外時間來審核許可。
儘管如此，SpaceX在聲明中抱怨FAA受一些無關緊要的問題分心，未能集中資源進行公共安全和環境的關鍵分析。SpaceX指出，線上反對者或相關利益團體提供了"不準確的科學數據"，導致對SpaceX發展的阻礙。
德克薩斯州環境質量委員會（TCEQ）收到14起關於星艦水冷鋼板對環境影響的投訴後，TCEQ發函通知表示SpaceX違反了《清潔水法》等環境法規，因為SpaceX多次將污染物排放接近或至(into or near)附近水域。美国国家环境保护局（EPA）因SpaceX未經許可排放工業用水而對其罰款，處以罰金148,378美元。根據EPA的數據，每次SpaceX水冷鋼板使用了11.4萬到19.45萬加侖的淡水。SpaceX隨後申請了排放許可，但EPA表示審核過程至少需要330天。
SpaceX表示，在未進行充分理解水冷鋼板的情況下，EPA便發出了管理命令，最終EPA同意只需更改許可證名稱而不是更改裝置。
SpaceX批評了有關星艦水冷鋼板污染環境的虛假報導，強調TCEQ、FAA和美國魚類及野生動物管理局（USFWS）已確定系統不會對環境造成危害。 聲明水冷鋼板沒有排放污染物，使用的是飲用水，並且排放水取樣中的污染物含量始終微乎其微且符合標準。
SpaceX披露，根據與USFWS共同制定的協議，生物學家已對星際基地附近的鳥類進行了10年的獨立生物監測，未發現對鳥類種群的影響。公司補充說，飛行前後將使用紅外無人機進行監測，以追蹤鳥巢的情況。SpaceX也表示他們在每次發射前與USFWS專家合作。
SpaceX指出，FAA批准了與美国国家海洋渔业局（NMFS）的60天諮詢，以評估第五次飛行的助推器B12可能落入海洋的情況，然而其他發射公司的一次性助推器落海則免於此類諮詢。同樣，SpaceX提到FAA將與USFWS進行60天諮詢，以評估音爆對野生動物的影響，儘管研究顯示音爆對野生動物影響甚微，且FAA與USFWS已確認不會產生重大影響。
SpaceX指出，目前有四個環境問題未解決，這些問題是造成發射延誤的原因，並顯示了目前的監管環境給發射公司帶來的困難。國會議員、商業太空飛行聯合會(CSF)以及航天業人士批評FAA的法規，認為這些法規造成了許可延誤並使美國在太空競爭中處於不利地位。而FAA的商業航天運輸副主任不同意這些批評，並為法規進行辯護。
在記者聲明中，FAA重申了IFT-4的許可證允許使用相同的飛行器配置和任務軌道進行多次飛行。然而，由於SpaceX選擇修改這兩項內容，嘗試"捕捉"超重型助推器，使得需要更深入的審核。
在2024年9月10日美國眾議院科學小組委員會的會議上，布萊恩·巴賓和Haley Stevens表達了對FAA"Part 450商業發射和重返地球法規 （页面存档备份，存于）"處理許可進度的擔憂，這可能會影響阿提米絲計畫，因為蓝色起源和SpaceX的登月器將使用商業許可發射。巴賓進一步表示，他擔心"中共將在美國仍被繁瑣的許可程序束縛時，把太空人送上月球"。SpaceX表示，政府的文書工作阻礙了他們迅速發射星艦以履行阿提米絲計畫的承諾。
SpaceX於9月19日發函參眾兩院的太空與技術委員會及科學與運輸委員會主席和成員，指出FAA無法跟上目前商業太空產業的步伐並表示擔憂。指稱FAA缺乏審核許可證的資源，並將其有限的資源使用在無關公共環境及安全的領域上，干擾並削弱了國家的優先事項及創新能力。
10月2日時，美國海岸警衛隊發出海員公告，指出10月12日07:00-08:10 a.m. CST於博卡奇卡附近將有火箭發射活動。FAA隨後聲明，因IFT-5飛行任務更改及SpaceX在8月中旬更新了新的環境影響報告，以致需要更進一步的調查，其將維持在11月下旬之前將不會批准IFT-5許可證的決定。

## 任務進程

##### 2024年

###### 5月
- 8日，S30完成了全發動機靜態點火測試[38]。

###### 6月
- 11日，S30開始移除原先的隔熱瓦(TPS)[42]。
- 12日，FAA在Email中回復，對於IFT-4無須進行事故調查[68]。

###### 7月
- 9日，B12被移至發射場[69]，並於當天被放置於發射台上[70]。
- 11日，B12完成壓力測試(Pressurization Test)[71]。
- 12日，B12完成旋轉啟動(Spin Prime)測試[72]。
- 15日，B12成功進行全發動機靜態點火測試[22]。
- 16日，B12被運回Mega Bay 1準備安裝熱分級環以及進行發射前檢修[23]。
- 20日，S30更換完TPS後被移至Mega Bay 2並放至新的靜態點火台上[43]，準備運至梅西測試場進行靜態點火。
- 26日，S30完成了全發動機靜態點火測試[45][46]。
- 27日，S30被移運回生產線進行飛行前檢修[47]。
- 29日，B12的熱分級環被運入Mega Bay 1[24]。

###### 8月
- 3日，S30更換了其中一具真空發動機[48]。
- 6日，S30被移至梅西測試場[49]。
- 7日，S30完成了旋轉啟動測試[50]。
- 8日，S30被移運回生產線進行飛行前檢修[51]。

###### 9月
- 10日，根據SpaceX資訊，發射日期可能因FAA要求多餘的環境分析而延至11月下旬，較原先討論過的9月中旬延後2個多月[73][74]。
- 20日，B12被移至發射場，並被升至發射台上空模擬回收動作[25]，隨後被放置於發射台上組裝熱分級環[26]。
- 20日，S30被移至發射場[52]。
- 21日，B12和S30完成首次堆疊[27]。
- 23日，SpaceX對BS1230裝載了部分的推進劑進行部分濕式彩排(Partial WDR)[75]。
- 30日，S30被移下發射台，B12的熱分級環也被移下[76]。

###### 10月
- 4日，熱分級環被重新堆疊於B12上[77]。
- 5日，S30被重新堆疊於B12上[78]。
- 7日，BS1230完成第二次部分濕式彩排[79]。
- 8日，S30被再次移下發射台[53]。
- 9日，S30和B12的FTS安裝完成[28]。
- 11日，S30被重新堆疊於B12上[54]。
- 12日，FAA頒布此次飛行許可證[5][6]。
- 13日，UTC+0時間12點25分，星艦BS1230成功離開發射台[1]。發射後6分30秒，助推器B12開始進行著陸點火，24秒後，助推器B12成功被發射塔機械臂捕獲，成為首個成功完整回收的助推器；星艦S30於發射後約45分25秒開始再入大氣層，雖左右前襟翼(Flaps)有些許燒穿，但不影響此次飛行，S30仍成功於目標地點執行著陸點火及濺落，隨後被引爆解體[13]。

## 發射程序
| 預定時間   | 發射程序                                                                            | 實際時間   | 備註 |
| ---------- | ----------------------------------------------------------------------------------- | ---------- | ---- |
| T-01:15:00 | 發射總監進行各部門投票決定是否開始加註推進劑                                        | T-01:02:XX |      |
| T-00:49:50 | 星艦S30液態甲烷開始裝載                                                             | T-00:47:XX |      |
| T-00:48:40 | 星艦S30液態氧開始裝載                                                               | T-00:47:XX |      |
| T-00:40:40 | 助推器B12液態甲烷開始裝載                                                           | T-00:37:XX |      |
| T-00:34:03 | 助推器B12液氧開始裝載                                                               | T-00:37:XX |      |
| T-00:19:40 | 星艦S30及助推器B12猛禽發動機開始預冷                                                | T-00:19:XX |      |
| T-00:03:20 | 星艦S30液態甲烷及液氧加注完成                                                       | T-00:03:XX |      |
| T-00:02:50 | 助推器B12液態甲烷及液氧加注完成                                                     | T-00:03:XX |      |
| T-00:00:30 | 發射總監確認是否進行發射                                                            | T-00:00:30 |      |
| T-00:00:10 | 火焰偏轉器(水冷鋼板)啟動                                                            | T-00:00:03 |      |
| T-00:00:03 | 助推器B12猛禽發動機開始啟動程序                                                     | T-00:00:02 |      |
| T+00:00:00 | 等待所有發動機增加至指定推力                                                        | N/A        |      |
| T+00:00:02 | 升空                                                                                | T+00:00:04 |      |
| T+00:01:02 | 星艦BS1230達最大動壓點(Max-Q)                                                       | T+00:00:59 |      |
| T+00:02:33 | 助推器B12大部分猛禽發動機關機(MECO-Most Engines Cut Off)                            | T+00:02:34 |      |
| T+00:02:41 | 熱分級Hot-Staging開始，星艦S30上的猛禽發動機啟動，脫離助推器B12                     | T+00:02:39 |      |
| T+00:02:48 | 助推器B12返程點火(Boostback Burn)推進開始                                           | T+00:02:45 |      |
| T+00:03:41 | 助推器B12返程點火推進結束                                                           | T+00:03:41 |      |
| T+00:03:43 | 助推器B12拋棄熱分離環                                                               | Unknown    |      |
| T+00:06:08 | 助推器B12減速至亞音速                                                               | T+00:06:27 |      |
| T+00:06:33 | 助推器B12著陸點火開始                                                               | T+00:06:30 |      |
| T+00:06:50 | 若放棄回收測試，助推器B12濺落海面                                                   | N/A        |      |
| T+00:06:56 | 機械臂夾住助推器B12並結束著陸點火                                                   | T+00:06:54 |      |
| T+00:08:27 | 星艦S30上的猛禽發動機關機，開始沿跨地球軌道飛行                                     | T+00:08:28 |      |
| T+00:48:03 | 星艦S30再入大氣層                                                                   | T+00:45:25 |      |
| T+01:02:34 | 星艦S30減速至跨音速                                                                 | T+01:03:04 |      |
| T+01:03:43 | 星艦S30減速至亞音速                                                                 | T+01:03:27 |      |
| T+01:05:15 | 星艦S30開始轉身著陸（Landing Flip），為了發動機點火將星艦艦身由水平翻轉為垂直於地面 | T+01:05:23 |      |
| T+01:05:20 | 星艦S30著陸點火（Landing Burn）開始                                                 | T+01:05:23 |      |
| T+01:05:34 | 星艦S30濺落印度洋                                                                   | T+01:05:42 |      |

## 發射資訊
| 發射時間                 | 預計軌道     | 原型序號 | 現狀                         | 發射地點     | 降落地點       | 試飛時間     | 回收結果 | 結果 |
| ------------------------ | ------------ | --- | ---------------------------- | ------------ | -------------- | ------------ | -------- | ---- |
| 2024年10月13日 12:25 UTC | 跨大氣層軌道 | S30 | 成功於印度洋軟濺落後引爆解體 | 德州博卡奇卡 | 印度洋         | 1小時5分42秒 | 不適用   | 成功 |
| 2024年10月13日 12:25 UTC | 跨大氣層軌道 | 此次飛行星艦S30成功的再入大氣層並於印度洋軟濺落。雖仍有些許襟翼被燒穿，但較上次有顯著改善，成功抵達目標區域濺落。                       |                              |              |                |              |          |      |
| 2024年10月13日 12:25 UTC | 跨大氣層軌道 | B12 | 發射後已成功完好返回發射場   | 德州博卡奇卡 | 星際基地機械臂 | 6分58秒      | 成功     | 成功 |
| 2024年10月13日 12:25 UTC | 跨大氣層軌道 | 此次飛行超重型助推器B12表現一切正常，於發射後391秒點燃猛禽發動機減速，發射後417秒成功執行機械臂回收測試，成為首個成功完整回收的助推器。 |                              |              |                |              |          |      |